# حكومة صبري العسلي الأولى
الحكومة السورية التي تشكلت في 1 مارس 1954، هي الحكومة الحادية والخمسين في تاريخ سوريا الحديث، والسادسة والثلاثين في عهد الجمهورية السورية الأولى، والأولى بعد الإطاحة بأديب الشيشكلي وعودة هاشم الأتاسي لمتابعة ولايته الدستورية، لتكون الثامنة في ولايته الثانية. كانت الحكومة، حكومة وحدة وطنية، ضمت مختلف القوى والأقطاب السياسية، ووصفت بالمؤقتة إذ حصرت مهامها في إجراء انتخابات نيابية. رغم ذلك، فإن الخلافات بين الحكومة وقادة الجيش حول تنظيم وزارة الدفاع، قد أدى لاستقالتها بعد ثلاث أشهر من تشكيلها.

## تشكيلة الحكومة
| الوزير           | الوزارة              |
| ---------------- | -------------------- |
| صبري العسلي      | رئيس الوزراء         |
| فيضي الأتاسي     | وزير الخارجية        |
| علي بوظو         | وزير الداخلية        |
| معروف الدواليبي  | وزير الدفاع الوطني   |
| محمد أحمد سليمان | وزير الصحة العامة    |
| فاخر الكيالي     | وزير الاقتصاد الوطني |
| حسن الأطرش       | وزير الزراعة         |
| منير العجلاني    | وزير التعليم         |
| عبد الرحمن العظم | وزير المالية         |
| عزت الصقال       | وزير العدل           |
| عفيف الصلح       | وزير دولة            |